# حلبة مرسى ياس

حلبة مرسى ياس

حلبة مرسى ياس هي مضمار سباق سيارات، يقع في في جزيرة ياس بإمارة أبوظبي في دولة الإمارات العربية المتحدة.
أقيم على هذه الحلبة السباق الأول لجائزة طيران الاتحاد الكبرى للفورمولا 1 في الفترة ما بين 30 أكتوبر إلى 1 نوفمبر 2009

## مواصفات

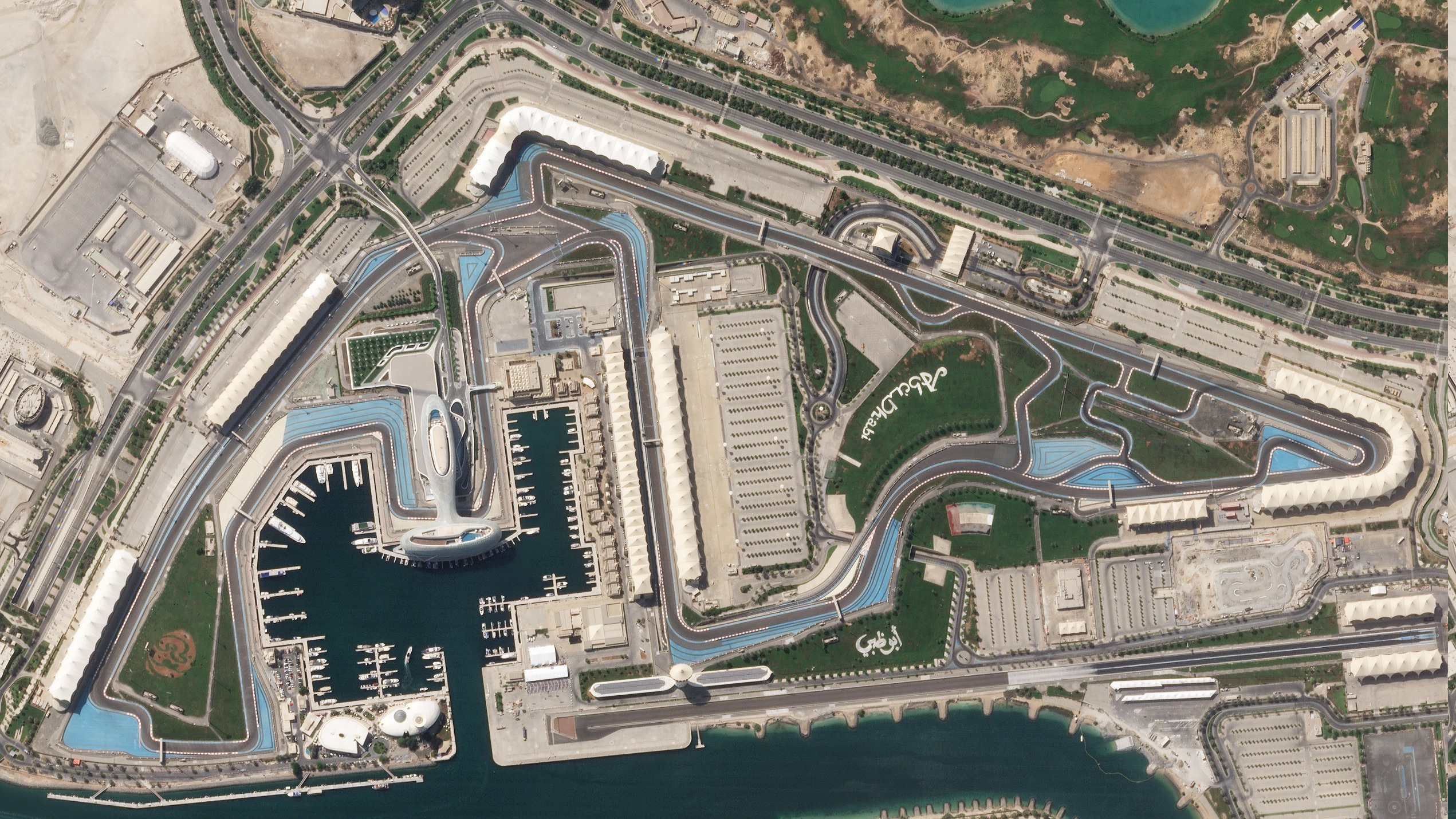
حلبة مرسى ياس

يمتد مسار الحلبة على مسافة 5.55 كيلو متر، يمكن تقسيمه إلى مسارين مختلفين يبلغ طول أحدهما 3.1 كيلو متر والآخر 2.4 كيلومتر يمكن استخدامها منفصلين لفعاليات رياضية مختلفة.تتسع المدرجات المغطاة بالكامل لقرابة 50 ألف مشاهد في مقاعد مريحة.
تعتبر حلبة مرسى ياس، موطن سباق جائزة أبوظبي الكبرى للفورمولا 1،منذ عام 2009وتستضيف سباقات الفورمولا 1 جراند بريكس، وهي إحدى أضخم الفعاليات الرياضية على مستوى العالم

## تجارب القيادة
يمكن المشاركة في تجارب الأداء وقيادة أسرع المركبات مثل الفيراري، فضلاً عن منافسات الكارتينج وسباقات الدراج وتجارب الهجولة أو التفحيط “الدريفت” ومن أبرز تجارب القيادة في حلبة مرسى ياس:

### سباق الدراج
- سباق الدراج بسيارة شيفروليه كامارو
- أمسية ياس للدراج
- سباق ياس لدراج رول

### القيادة
- قيادة فيراري 458 جي تي
- أستون مارتين جي تي 4
- فورمولا ياس 3000
- قيادة الكاترهام 7
- سيارة الفا روميو جوليا كوادريفوليو
- بورشه تايكان توربو الكهربائية
- بولاريس دريف سبرينت

## أنشطة وفعاليات
يمكن ممارسة فعاليات المشي والجري وركوب الدراجات الهوائية في إطار برنامجَي "تدرّب في ياس" و"الرياضة في ياس" ،بالإضافة لفرصة تعلّم قيادة سيارات السباق في مدرسة ياس للسباقات أو عقد الفعاليات الخاصة بالشركات في غرف الاجتماعات المجهّزة بالكامل في ملتقى ياس.

## الجوائز
أحرزت حلبة مرسى ياس 13 جائزة خلال عام 2024، حيث حصلت على جائزة «الحدث الرياضي المفضَّل» في حفل توزيع جوائز واتس أون، وجائزة «تجربة العلامة التجارية المميَّزة في مجال الرياضة» عن سباق جائزة الاتحاد للطيران الكبرى للفورمولا 1 ضمن جوائز إيفينتكس.

## ثبت المراجع
1. ↑  موقع حلبة مرسى ياس
2. 1 2  "حلبة مرسى ياس | المعالم السياحية | حياكم في أبوظبي". visitabudhabi.ae. اطلع عليه بتاريخ 2025-02-10.
3. 1 2  "حلبة مرسى ياس ابوظبي: المرافق، تجارب القيادة، التواصل | ماي بيوت". مدونة تشمل مواضيع تتعلق بالعقارات و أنماط الحياة المختلفة في الإمارات | ماي بيوت. اطلع عليه بتاريخ 2025-02-10.
4. ↑  "جزيرة ياس وجزيرة السعديات تحصدان أكثر من 190 جائزة وتكريماً في 2024". www.mediaoffice.abudhabi. اطلع عليه بتاريخ 2025-02-10.